# Intémélien
L’intémélien est une variété du ligure de la branche italique qui se parle des vallées de Vintimille à Sanremo en Italie, ainsi que dans l'enclave linguistique monégasque de Monaco. 
En italien, on le nomme intemelio. Son parler le plus diffusé est le Ventimigliese, celui de Vintimille (en dialecte, u ventemigliusu).
L’intémélien se limite aux zones côtières. Il présente des traits évolutifs et a reçu des influences du parler ligure de Gênes. L’intémélien ne doit pas être confondu avec le ligurien alpin, plus conservateur et qui est parlé dans les zones alpines situées plus au nord (parler de Pigna; parler royasque, incluant le brigasque, dans les vallées de la Roya et de la Bévéra).

### Glossaire
- Glossario Ventimigliese-Italiano / Italiano-Ventimigliese, Enrico Malan, Alzani Editore, Pignerol, 1998